# كريس جاكسون (لاعب كرة قدم)
كريس جاكسون (بالإنجليزية: Chris Jackson)‏ هو لاعب كرة قدم بريطاني في مركز الوسط، ولد في 29 أكتوبر 1973 في إدنبرة في المملكة المتحدة. لعب مع نادي اربوراث ونادي إيست فيف ونادي بريتشين سيتي ونادي ستنهاوسموير ونادي ستيرلينغ ألبيون ونادي كاودينبيث ونادي مونتروز لكرة القدم ونادي هيبرنيان.

## وصلات خارجية
- كريس جاكسون (لاعب كرة قدم) على موقع قاعدة بيانات كرة القدم.إي يو (الإنجليزية)
- كريس جاكسون (لاعب كرة قدم) على موقع Soccerbase.com (لاعب) (الإنجليزية)